# Modem Wars
Modem Wars est un jeu vidéo de type wargame créé par Dan Bunten, développé par Ozark Softscape et publié par Electronic Arts en 1988 sur IBM PC et Commodore 64. Dans celui-ci, deux joueurs s’affrontent sur un plateau de jeu, chaque joueur contrôlant des troupes robotisées incluant de l’infanterie, des tanks ou de l’artillerie. L’objectif est de détruire le centre de commandement adverse, une base mobile disposant de capacités spéciales. Bien qu'il se focalise sur l'aspect tactique, il est généralement considéré comme un précurseur des jeux de stratégie en temps réel. Il inclut en effet de nombreux éléments caractéristiques du genre, dont un brouillard de guerre, un mode multijoueur et la prise en compte de l’influence du terrain sur les déplacements et les combats.

## Trame
Modem Wars se déroule dans un futur de science-fiction dans lequel le football américain a peu à peu évolué jusqu’à ce que tous les joueurs, à l’exception du quarterback, soient remplacés par des robots armés et qu’il devienne possible de modifier le terrain d’un match à l’autre. Pour sa sécurité, le quarterback se retrouve ainsi enfermé dans un centre de commandement mobile, d’où il transmet ses ordres aux robots qui composent son équipe.

## Système de jeu
Modem Wars est un wargame qui simule, au niveau tactique, des affrontements entre deux armées de robots. Le jeu se déroule en temps réel et inclut de nombreux éléments caractéristiques des jeux de stratégie en temps réel. A ce titre, il est considéré comme un des précurseurs du genre. Il peut opposer le joueur à l’ordinateur ou à un autre joueur, par l’intermédiaire d’un modem. En tant que général d’une armée de robot, le joueur contrôle, depuis son centre de commandement, les actions de ses unités. Le jeu se déroule sur un champ de bataille, constituée de différents types de terrain dont des plaines, des rivières, des forêts, des pentes et des plateaux. Ces terrains changent d’une bataille à l’autre, mais la configuration du champ de bataille reste toujours la même. Les deux armées sont initialement positionnées de part et d’autre d’une ligne horizontale, qui coupe le champ de bataille en deux zones correspondant aux deux camps. Dans ces zones sont de plus tracées deux « lignes arrière ». Pour gagner, les joueurs doivent détruire le centre de commandement adverse, ou accumuler plus de points dans un temps imparti. Les joueurs marquent des points en traversant la ligne centrale ou les lignes arrière de leur adversaire et en endommageant le centre de commandement ennemi. Les armées des joueurs sont constituées de différents types de robots. Outre leurs centres de commandement mobiles respectifs, ils disposent ainsi d’unités d’infanterie (les Grunts), de cavalerie (les Raiders), d’artillerie (les Boomers) et de reconnaissance (les espions). Ils disposent également d’unités aériennes dont les drones, qui permettent de bombarder le centre de commandement ou un groupe d’unité ennemi, et les missiles, qui peuvent notamment d’intercepter les drones.
Le jeu propose sept scénarios différents. Le premier fait office de tutoriel et est destiné à l’apprentissage du jeu. Le second oppose une petite armée très mobile en attaque à une force défensive en supériorité numérique mais plus lente. Les trois suivants se focalisent respectivement sur les combats aériens, de cavalerie et d’artillerie. Les deux derniers impliquent au contraire toutes les unités disponibles dans le jeu, l’un simulant un affrontement équilibré et l’autre opposant un attaquant, qui dispose de plus de drones et d’un centre de commandement mobile, et un défenseur qui dispose de plus de missiles mais dont le centre de commandement est statique. Ces deux scénarios donnent également aux joueurs accès à des fonctionnalités plus avancées, comme le camouflage, l’enfouissement, les attaques éclairs, les changements de formations et la définition de cibles individuelles pour l’artillerie. Au terme de chaque scénario, le joueur peut visualiser et sauvegarder un film du déroulement de la bataille qui lui permet d’analyser la partie. 

## Accueil
| Modem Wars |      |       |
| Média      | Pays | Notes |
| CGW        | US   | 3/5   |
| Gen4       | FR   | 37 %  |
| Tilt       | FR   | 15/20 |

À sa sortie, Modem Wars est salué par le journaliste Daniel Hockman du magazine Computer Gaming World qui débute sa critique en expliquant que le jeu aurait mérité de s’appeler Sport of War, comme initialement imaginé par son auteur, car il contient  de nombreux éléments qui caractérisent aussi bien la guerre que le sport, comme la compétition, la nécessité de choisir des stratégies ou des tactiques en temps réel, la tension et le manque d’information sur les intentions de l’adversaire. Concernant ses modes de jeu, il estime que le point fort de Modem Wars n’est pas le jeu contre l’ordinateur, qui sert principalement à s’entrainer, mais bien celui contre des joueurs humains. Il juge en effet l’expérience du jeu en solo assez « frustrante », du fait d’une intelligence artificielle « prévisible » et « implacable », au contraire du jeu à deux, qu’il estime plus équilibré. Concernant son gameplay, il le décrit comme un jeu « rapide » et « excitant » qui, au contraire d’autres wargame, ne s’attarde pas trop sur les détails. Il estime ainsi qu’il « parvient à retranscrire l’essence de la guerre » tout en restant simple et facile à prendre en main. En conclusion, il juge que ce qui fait sa force, le jeu en temps réel, est peut-être également sa faiblesse d’un point de vue commercial. Il estime en effet qu’un grand nombre de joueurs n’est pas habitué à la combinaison entre stratégie et temps réel et qu’il ne correspond donc peut-être pas au type de jeu qu’ils recherchent, avant d’ajouter qu’il devrait néanmoins satisfaire les « vrais » joueurs. Les journalistes du magazine Gen4 sont au contraire très critiques à son sujet. Ils jugent en effet que sa réalisation est très insuffisante, avec des graphismes d’une tristesse à pleurer et, comme d’habitude sur IBM PC, une absence d’effet sonores ou de musique. Ils estiment également que la seule idée intéressante du jeu réside dans la possibilité de jouer à deux par modem et que pour le reste, il est trop simple, « rébarbatif » et vite « lassant ». Le journaliste Olivier Hautefeuille du magazine Tilt est beaucoup plus enthousiaste et note que si ses graphismes sont en effet simplistes, il est en revanche « maniable », « facile à prendre en main » et « riche en stratégie ». Il estime donc qu’il séduira une grande majorité des joueurs, qu’ils soient habitués ou non aux wargames, avant de conclure qu’il s’agit d’un jeu « passionnant ».

## Postérité
Bien qu'il se focalise sur l'aspect tactique, Modem Wars est généralement considéré comme un précurseur des jeux de stratégie en temps réel. Comme ces derniers, il se déroule en effet en temps réel et il inclut certains caractéristiques du genre, dont notamment un brouillard de guerre et un mode multijoueur,,.